# 니콜라이 아팔리코프
니콜라이 세르게예비치 아팔리코프(러시아어: Никола́й Серге́евич Апа́ликов, 1982년 8월 26일~)는 러시아의 은퇴한 배구 선수로 포지션은 라이트(미들 블로커)이다. 러시아 대표팀의 일원으로 2012년 하계 올림픽에서 금메달을 획득했다.